# Banque centrale d'Arménie
La Banque centrale d’Arménie (en arménien Հայաստանի Կենտրոնական Բանկ) est la banque centrale d’Arménie, elle est située à Erevan.
La Banque centrale d'Arménie (ci-après la Banque centrale) est un établissement unique dans son genre. C’est une personne morale ayant des fonctions publiques dont le seul fondateur est la république d’Arménie.

## Fonctions
La mission principale de la banque centrale est la maintenance de la stabilité des prix en Arménie. Pour ce but elle élabore, valide et met en œuvre la politique monétaire.
La Banque centrale :
- Est chargée d’émettre la monnaie de la république d’Arménie : le dram.
- Est chargée de créer et assurer la stabilité, la liquidité, la solvabilité et le fonctionnement normal du système bancaire ainsi que la création et développement du système de paiement fonctionnaire.
- Organise et règlemente la lutte contre la légitimation des profits obtenus pas des voies criminelles et le financement du terrorisme.
- Assurance des conditions nécessaires pour la défense des investisseurs dans les titres financiers, pour la formation et la protection d'un système loyal de fixation de prix des titres, pour le fonctionnement et le développement normal d'un marché loyal, transparent et fiable des titres.
- Assurance des conditions nécessaires pour la protection de droits et les intérêts légaux des consommateurs de système financiers.

La loi sur la banque centrale de l’Arménie est la loi fondamentale qui régit tous les aspects, les activités et le fonctionnement de la banque ainsi que définit ses missions,  ses droits, sa structure et les spécificités de sa gestion.
D’après cette loi : « Dans l'exécution de ses fonctions, la Banque centrale est indépendante des organismes de l'État de l'Arménie ».

## Histoire
La Banque centrale d'Arménie fut créée en décembre 1991 quelques mois après l'indépendance du pays, en remplacement de la banque d'État de la RSS d'Arménie. La loi sur la banque centrale d'Arménie fut adoptée le 27 avril 1993.
Le 27 avril 1993 « La loi sur la banque centrale » est adoptée, par la force de cette loi la banque nationale est renommée la banque centrale. À cette époque le président de la banque est Isahak Isahakyan.
Le 22 novembre 1993 la banque centrale met en circulation la nouvelle monnaie arménienne, le dram, en remplacement de l'ancien rouble soviétique qui était en usage depuis 1962.
Bagrat Asatryan prend le poste de président en 1994 et l’occupe jusqu’à 1998. C’est en 1994 que la Banque centrale élabore sa politique monétaire pour la première fois. Le 27 juillet 1995 « L’association des banques d’Arménie » est fondée. Le but de l’établissement est la protection des droits et d’intérêts des banques membres. Aujourd’hui cette association s’appelle « L’union des banques de l’Arménie ». Au mois de mai 1998 Tigran Sargsyan prend le poste du président et l’occupe jusqu’à avril 2008, lorsque Artur Javadyan lui  succède. Le centre d’études et de recherches de Dilijan est ouvert en 2013, dont le but est la réalisation des recherches et études dans le domaine d’économie et de finances conformément aux critères internationaux.
De 1996-2015 une quantité importante des lois ont été adoptées et/ou subi des changements. Le champ juridique est en amélioration perpétuelle ce qui rend le système plus résistent et fiable.

## Administration
La CBA est dirigée par un président à la tête d'un conseil composé de deux députés et de cinq membres. Les membres du conseil sont nommés par le Président de la République pour une durée de 5 ans et ne peuvent cumuler avec un emploi au sein de la CBA. Le président est nommé pour une durée de 6 ans par l'Assemblée nationale après présentation par le président de la république. Les députés sont nommés par le président de la république pour un mandat de 6 ans également.
Le président actuel est Arthur Javadyan, et les vice-présidents sont Nerses Yeritsyan et Vakhtang Abrahamyan.